# Isla Santa Catalina (California)
La isla Santa Catalina o simplemente isla Catalina es una isla rocosa en la costa de California (Estados Unidos). Forma parte del archipiélago de las islas Santa Bárbara, también conocido como archipiélago del Norte o Channel Islands, en la costa de California.
Posee una extensión de 194 km² y se localiza a 35 km al sursudoeste de Los Ángeles, California, condado del que forma parte.
Es la única isla del archipiélago que cuenta con población permanente. Más de 3000 habitantes viven en la ciudad turística de Avalón.

## Historia
Las primeras exploraciones europeas en esta región del pacífico de los EE. UU. corresponden a la expedición del portugués al servicio de la Corona española Juan Rodríguez Cabrillo (1542), quien llegara hasta la bahía de San Diego. El descubrimiento de bahía de Monterrey, isla Santa Catalina, o Punta Lobos (condado de Monterrey) se deben a la expedición de 1602 de Sebastián Vizcaíno. Vizcaíno había recibido el ambicioso encargo de cartografiar la costa para determinar posibles puertos o fondeaderos seguros para el Galeón de Manila. Esta ruta comercial era el objetivo de las naciones enemigas de España como Inglaterra o Provincias Unidas de Países Bajos, y su puerto principal en América era Acapulco. Los tres barcos empleados por la expedición de Vizcaíno fueron el San Diego, Santo Tomás y Tres Reyes.
Es parte integrante de los Estados Unidos de América desde 1852. En 1972, los Brown Berets, o Boinas cafés, un grupo de activistas latinos, chicanos y mexicanos residentes, tomaron la isla de Santa Catalina, invocando el Tratado de Guadalupe Hidalgo, el cual no tiene mención alguna sobre las islas.
La isla cobró mayor relevancia al ser referenciada por Apple en el nombre de la actualización de su sistema operativo MacOS.

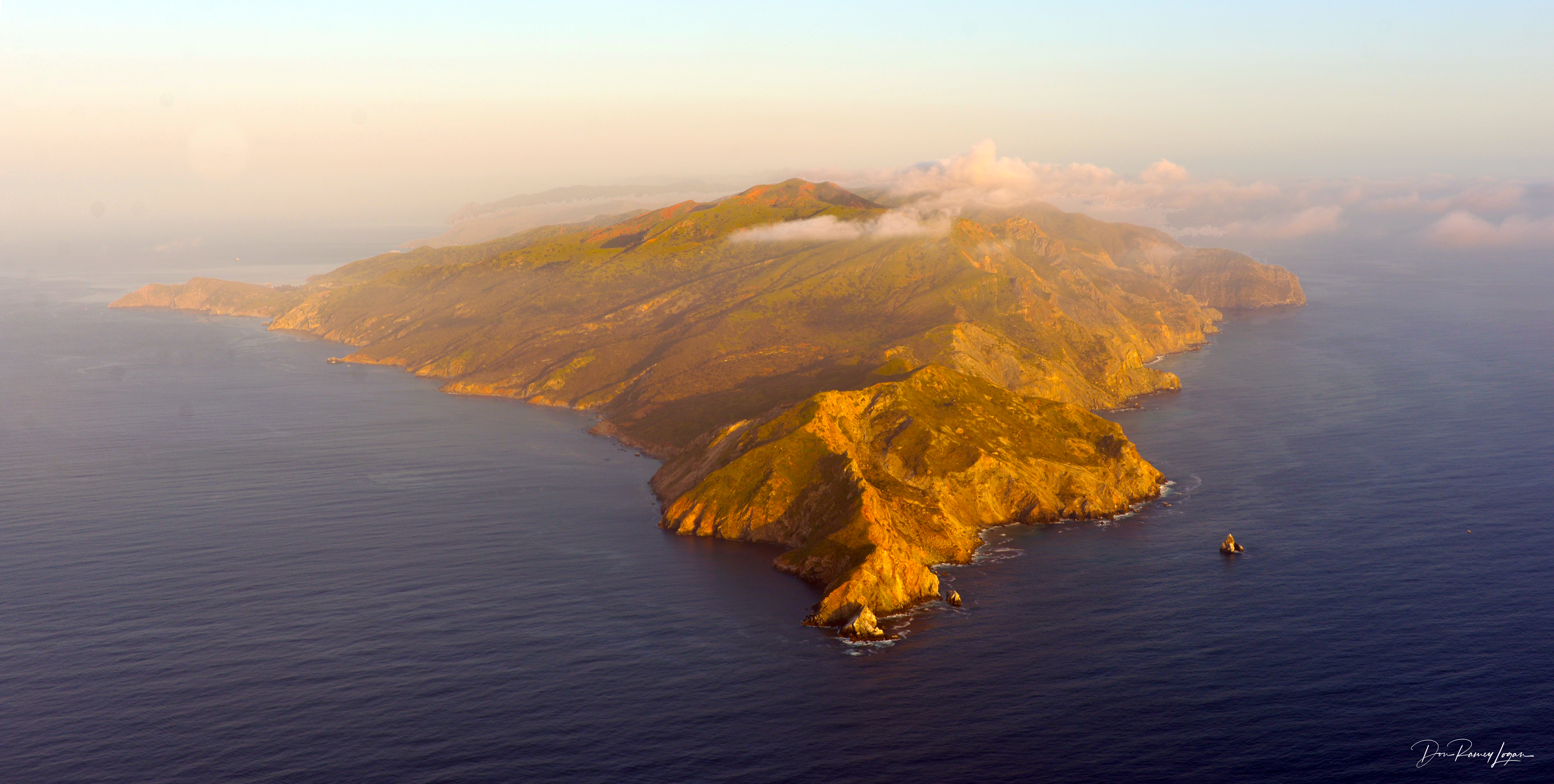
Catalina West End

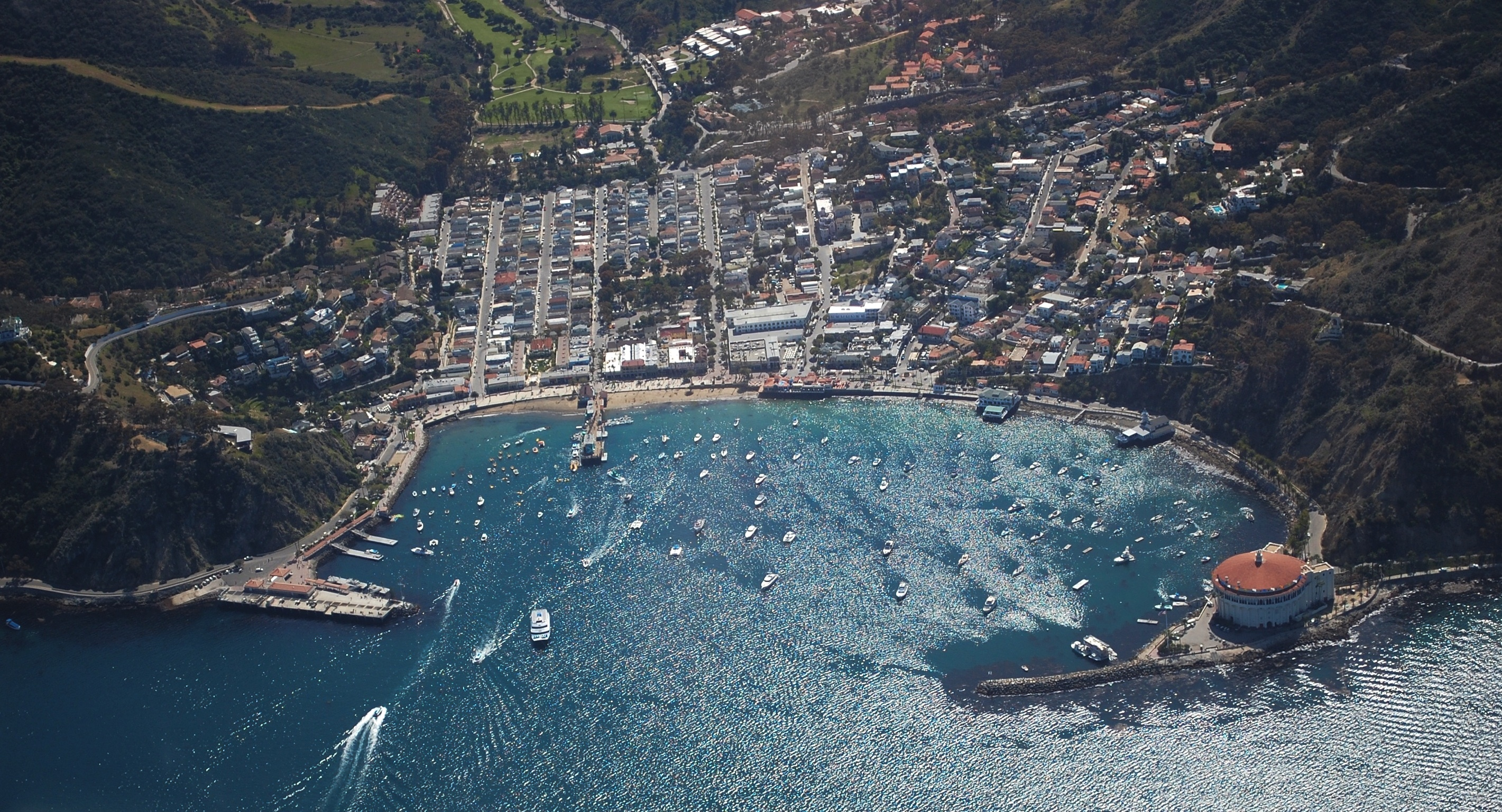
Avalon.

## Clima
| Parámetros climáticos promedio de Santa Catalina WB Airport, California | Parámetros climáticos promedio de Santa Catalina WB Airport, California | Parámetros climáticos promedio de Santa Catalina WB Airport, California | Parámetros climáticos promedio de Santa Catalina WB Airport, California | Parámetros climáticos promedio de Santa Catalina WB Airport, California | Parámetros climáticos promedio de Santa Catalina WB Airport, California | Parámetros climáticos promedio de Santa Catalina WB Airport, California | Parámetros climáticos promedio de Santa Catalina WB Airport, California | Parámetros climáticos promedio de Santa Catalina WB Airport, California | Parámetros climáticos promedio de Santa Catalina WB Airport, California | Parámetros climáticos promedio de Santa Catalina WB Airport, California | Parámetros climáticos promedio de Santa Catalina WB Airport, California | Parámetros climáticos promedio de Santa Catalina WB Airport, California | Parámetros climáticos promedio de Santa Catalina WB Airport, California |
| Mes                                                                     | Ene.                                                                    | Feb.                                                                    | Mar.                                                                    | Abr.                                                                    | May.                                                                    | Jun.                                                                    | Jul.                                                                    | Ago.                                                                    | Sep.                                                                    | Oct.                                                                    | Nov.                                                                    | Dic.                                                                    | Anual                                                                   |
| ----------------------------------------------------------------------- | ----------------------------------------------------------------------- | ----------------------------------------------------------------------- | ----------------------------------------------------------------------- | ----------------------------------------------------------------------- | ----------------------------------------------------------------------- | ----------------------------------------------------------------------- | ----------------------------------------------------------------------- | ----------------------------------------------------------------------- | ----------------------------------------------------------------------- | ----------------------------------------------------------------------- | ----------------------------------------------------------------------- | ----------------------------------------------------------------------- | ----------------------------------------------------------------------- |
| Temp. máx. abs. (°C)                                                    | 29.4                                                                    | 30.6                                                                    | 32.2                                                                    | 33.3                                                                    | 35.6                                                                    | 38.3                                                                    | 37.8                                                                    | 39.4                                                                    | 40                                                                      | 36.7                                                                    | 31.7                                                                    | 27.2                                                                    | 40                                                                      |
| Temp. máx. media (°C)                                                   | 15.8                                                                    | 15.7                                                                    | 16.2                                                                    | 16.9                                                                    | 18.7                                                                    | 20.6                                                                    | 24.1                                                                    | 25.3                                                                    | 24.1                                                                    | 22.1                                                                    | 18.2                                                                    | 15.2                                                                    | 19.4                                                                    |
| Temp. media (°C)                                                        | 12.8                                                                    | 12.3                                                                    | 12.7                                                                    | 13.2                                                                    | 14.9                                                                    | 16.5                                                                    | 19.7                                                                    | 20.9                                                                    | 20.3                                                                    | 18.2                                                                    | 14.9                                                                    | 12.2                                                                    | 15.7                                                                    |
| Temp. mín. media (°C)                                                   | 9.7                                                                     | 9                                                                       | 9.2                                                                     | 9.4                                                                     | 11.2                                                                    | 12.4                                                                    | 15.3                                                                    | 16.5                                                                    | 16.4                                                                    | 14.3                                                                    | 11.7                                                                    | 9.2                                                                     | 12                                                                      |
| Temp. mín. abs. (°C)                                                    | -1.7                                                                    | 0                                                                       | 2.2                                                                     | 3.9                                                                     | 6.1                                                                     | 7.2                                                                     | 9.4                                                                     | 10                                                                      | 8.9                                                                     | 5                                                                       | 2.8                                                                     | 1.1                                                                     | -1.7                                                                    |
| Precipitación total (mm)                                                | 71.9                                                                    | 77.7                                                                    | 52.1                                                                    | 18                                                                      | 5.3                                                                     | 5.6                                                                     | 1.5                                                                     | 1.3                                                                     | 5.3                                                                     | 16.3                                                                    | 31.2                                                                    | 62.5                                                                    | 348.7                                                                   |
| Fuente: NOAA                                                            |                                                                         |                                                                         |                                                                         |                                                                         |                                                                         |                                                                         |                                                                         |                                                                         |                                                                         |                                                                         |                                                                         |                                                                         |                                                                         |